# Jordania (protista)
Jordania es un género de foraminífero bentónico considerado un sinónimo posterior de Elhasaella de la familia Lacosteinidae, de la superfamilia Eouvigerinoidea, del suborden Rotaliina y del orden Rotaliida. Su especie tipo era Jordania arabica. Su rango cronoestratigráfico abarcaba el Maastrichtiense (Cretácico superior).

## Clasificación
Jordania incluía a las siguientes especies:
- Jordania arabica †
- Jordania zonope †